# Naphtali Alves de Souza
Naphtali Alves de Sousa (Morrinhos, 03 de novembro de 1940) é um Engenheiro Civil  e Político brasileiro. Foi prefeito de Morrinhos entre 1977 e 1983, Deputado Federal por Goiás de 1986 a 1994, Vice-Governador de Goiás de 1995 a 1998, Governador de Goiás em 1998 e Presidente do Tribunal de Contas do Estado de Goiás, de 2001 a 2002.
Filho de Sebastião Alves de Sousa e Genoveva Alves de Sousa, estudou engenharia civil na Universidade Federal de Goiás (UFG) de 1965 a 1970. Nesse período presidiu a Frente Legalista dos Estudantes Goianos.

## Carreira política
Entrou para a política em 1977, quando foi prefeito de Morrinhos pela Aliança Renovadora Nacional. Após a ditadura militar e com a extinção do bipartidarismo, Naphtali filiou-se ao Partido Democrático Social (PDS).

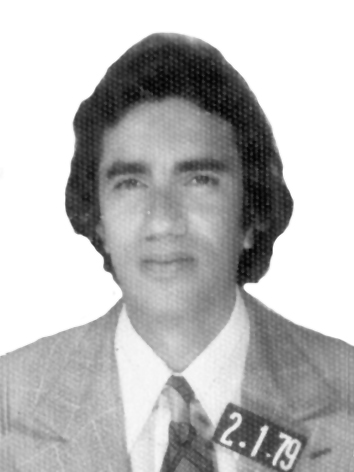
Naphtali enquanto deputado federal.

Deixou a prefeitura em 1983, quando aliou-se ao Partido do Movimento Democrático Brasileiro (PMDB). Foi Diretor do Consórcio Rodoviário Intermunicipal e pelo PMDB, elegeu-se deputado federal constituinte, em novembro de 1986.
Em outubro de 1994, elegeu-se vice-governador de Goiás na chapa de Maguito Vilela, tomando posse em janeiro de 1995. Quando Vilela licenciou-se para concorrer uma vaga no Senado, Naphtali assumiu o governo em 2 de abril, ficando no cargo até 24 de novembro de 1998.
Ao deixar o governo, foi nomeado conselheiro do Tribunal de Contas do Estado (TCE). Presidente entre 2001 e 2004, passou a responder pela corregedoria-geral do órgão.
Fez parte da Congregação das Escolas de Engenharia da UFG. Casado com Adélia Alves de Sousa, teve três filhos.